# Angelochórion (ort i Grekland)
Angelochórion är en ort i Grekland.   Den ligger i prefekturen Nomós Thessaloníkis och regionen Mellersta Makedonien, i den norra delen av landet, 290 km norr om huvudstaden Aten. Angelochórion ligger 30 meter över havet och antalet invånare är 991.
Terrängen runt Angelochórion är platt. Havet är nära Angelochórion åt nordväst.  Närmaste större samhälle är Thessaloníki, 18,2 km nordost om Angelochórion. 